# 3478 Fanale
3478 Fanale је астероид главног астероидног појаса са пречником од приближно 14,95 .
Афел астероида је на удаљености од 2,599 астрономских јединица (АЈ) од Сунца, а перихел на 1,873 АЈ.
Ексцентрицитет орбите износи 0,162, инклинација (нагиб) орбите у односу на раван еклиптике 3,839 степени, а орбитални период износи 1221,550 дана (3,344 године).
Апсолутна магнитуда астероида је 12,80 а геометријски албедо 0,060.
Астероид је откривен 14. децембра 1979. године.